# 李雍 (弘治進士)
李雍（1452年—？），字钦让，福建晉江縣人，明朝政治人物，同進士出身。

## 生平
成化十六年，福建鄉試第三十七名舉人。弘治六年（1493年），登癸丑科進士，授吏部验封司主事，转文选司郎中。正德初年，因反對劉瑾，受到忌恨，外放廣西南寧府知府。劉瑾被誅，升任广东参政，後因病去世。有侄李汝嘉。

## 家族
曾祖李碧玉。祖父李思敬。父李忠亨。母曾氏。慈侍下。從侄李汝嘉。